# Ansitz Waidburg

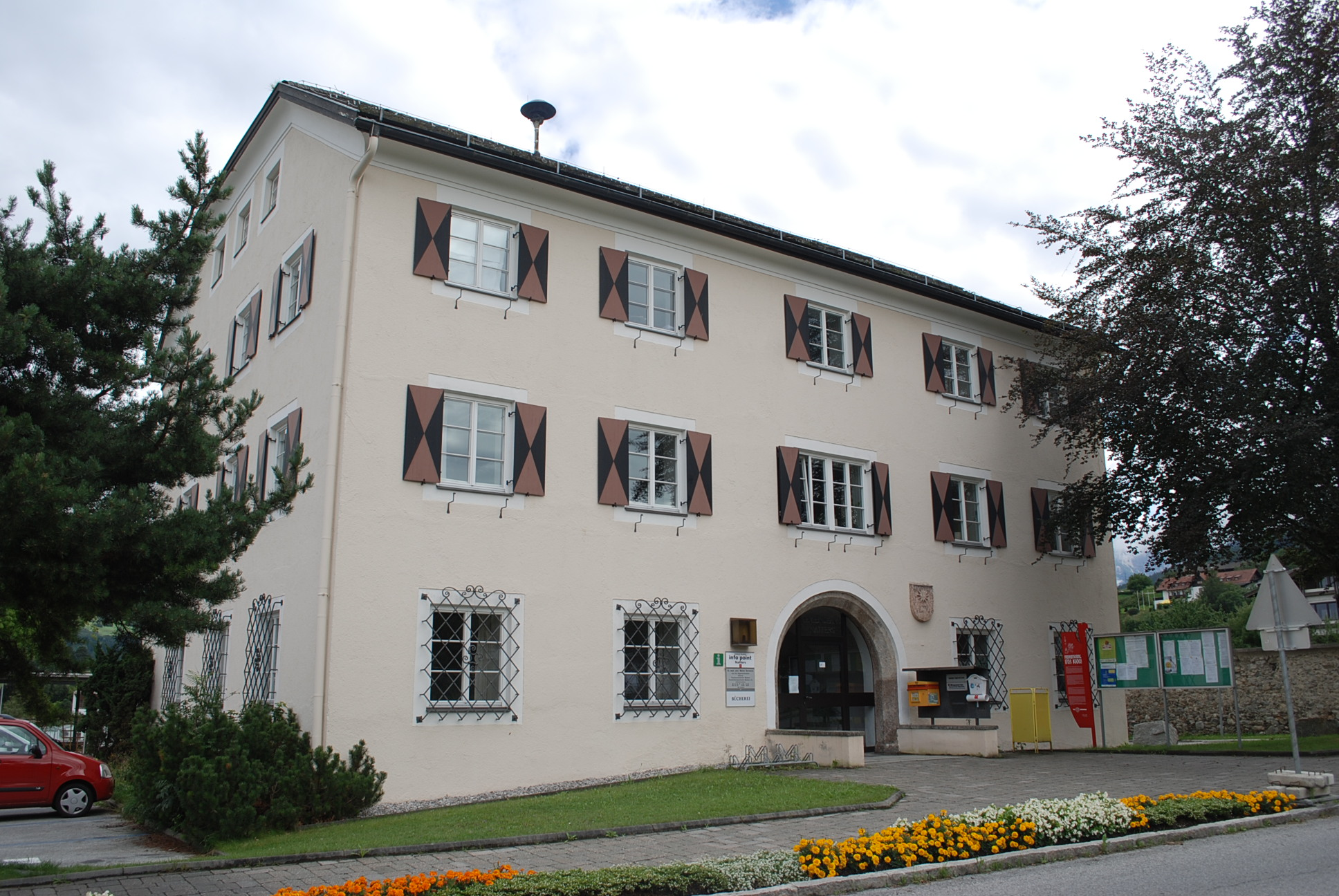
Ansitz Waidburg, heute Gemeindeamt Natters

Der Ansitz Waidburg liegt in der Gemeinde Natters im Bezirk Innsbruck-Land von Tirol (Innsbrucker Straße 4).

## Geschichte des Ansitzes
Das Gebäude wurde 1518 von den Gebrüdern Wendelin (Bürgermeister von Innsbruck) und Ambras Yphofer erbaut. Durch Kaiser Maximilian I. erfolgte im gleichen Jahr die Bestätigung der Steuerfreiheit für den neu erpauten sitz als Ansitz sowie die damit einhergehende Nobilitierung der Bauherrn. Auch die tyrolischen Landesherren hatten hier einen Aufenthaltsort für ihre Jagden (der Name Waidburg deutet darauf hin), eventuell war dies aber ein Gebäude, das gegenüber der Waidburg lag. Die Waidburg war auch bekannt für Badekuren „gegen Rheumatismen und verhaltene Monatsblutungen“. Deshalb stiftete Herzog Sigismund der Münzreiche 1466 fünf Wochenmessen für Natters und die umliegenden Ortschaften. Die Söhne des Wendelin, Martin und Christof Yphofer, verkauften vor 1542 die Waidburg an den Wolfgang Herschl. 1547 war dann Christof Philipp Frankfurter der Eigentümer. Um 1600 war der Ansitz in das Eigentum des Melchior von Deutenhofen übergegangen. Thomas von Deutenhofen stiftete 1602 den Altar in der Schlosskapelle. 1627 besaß der oberösterreichische Kammerrat Hans Ernst von Stachelburg zu Kautzenheim den Ansitz. Im ersten Viertel des 18. Jahrhunderts gehörte es dem Universitätsprofessor Theodor Friedrich Sattlender; dieser besaß auch den Ansitz Melans in Absam und so war die Waidburg zumeist verpachtet. 1751 wurde Josef Ignaz von Payr, Pfarrer von Telfs, Eigentümer des Ansitzes. Auf ihn folgte bis 1800 sein Neffe Franz Friedrich von Payr. In der zweiten Hälfte des 20. Jahrhunderts diente das Schloss dann als Jugenderholungsheim.

## Ansitz Waidburg heute
Der Ansitz ist ein dreigeschoßiger kubischer Bau mit einem Krüppelwalmdach. Den Zugang bildet ein Rundbogenportal. Der frühere Schmuck des Portals, ein Tiroler Adler und ein Herzogshut, wurde bei der letzten Renovierung durch ein modernes Rotmarmor-Wappen der Gemeinde ersetzt. Die Schauseite zur Dorfstraße hin besitzt eine fünfachsige Fassade, die Seitenfronten sind nur dreiachsig. In den beiden Obergeschoßen sind braun-schwarzen Fensterläden angebracht.
Im Inneren befindet sich eine spätgotische Kapelle, die mit einem Netzgewölbe und Rankenmotiven, die erst 1974 aufgedeckt wurden, ausgestattet ist. Diese wird zurzeit nur als Abstellkammer genutzt.
Heute ist der Ansitz im Besitz der Gemeinde Natters. In ihm sind das Gemeindeamt, eine öffentliche Bibliothek sowie Büros für diverse Firmen untergebracht.